# James O'Brien (1695-1771)
James O'Brien (1701 - 18 décembre 1771) est un noble et un homme politique irlandais.

## Biographie
James O'Brien est le fils de William O'Brien (3e comte d'Inchiquin), et de son épouse, Mary Villiers, fille de Edward Villiers. Il est né en 1701 à Inchiquin, Comté de Clare. Peu de temps après sa naissance, sa famille déménage à Charleville, dans le comté de Cork. Il épouse Mary Jephson, fille de William Jephson, doyen de Kilmore, et Anne Barry.
De 1725 à 1727, il siège à la Chambre des communes irlandaise pour Charleville. En 1727, il est élu à la Chambre des communes irlandaise pour Youghal. Il occupe ce siège jusqu'à sa retraite en 1761. Pendant son mandat au Parlement, O'Brien et sa famille vivent à Drogheda, où il occupe le poste de percepteur des douanes pour le port de Drogheda. Il prend sa retraite dans la propriété de son frère à Rostellan, dans le comté de Cork. Au cours de sa résidence dans cette ville, O'Brien exerce les fonctions de percepteur des douanes pour le port de Cork jusqu'en 1767. Il est décédé à Rostellan en 1771.
O'Brien occupe également le poste de grand maître des francs-maçons de Munster. Il est élu à l'unanimité en 1727. Dans l'armée, il a le grade de capitaine d'infanterie.

## Famille
Enfants de James O'Brien et Mary Jephson: 
- Anne O'Brien (1724 – 19 janvier 1745) épouse l'archevêque de Cashel, Michael Cox (archevêque) (en), et meurt en couches avec son fils unique, neuf mois après le mariage.
- Murrough O'Brien (1er marquis de Thomond) (1726 - 10 février 1808)
- John O'Brien (1728 - 1788)
- Edward Dominic O'Brien (1735 - 1er mars 1801) épouse Mary Carrick et a cinq fils et deux filles.
- Henrietta O'Brien (1737 - 17 novembre 1797) Mariée avec Terence O'Loughlin. Remariée en secondes noces à William Vigors Burdett, 2e baronnet Burdett de Dunmore, fils de Thomas Burdett, 1er baronnet et Martha Vigors. Ils ont un fils.